# Alpha - Un'amicizia forte come la vita
Alpha - Un'amicizia forte come la vita (Alpha) è un film del 2018 diretto da Albert Hughes, con protagonista Kodi Smit-McPhee.

## Trama
20000 anni fa, nel Paleolitico superiore in Europa, vive una tribù di uomini dedita alla caccia. Il capovillaggio Tau, nella spedizione, porta con sé anche il figlio Keda, ritenendolo pronto a misurarsi con la natura selvaggia e assumere il ruolo di capo. Keda, seppur titubante, è felice di unirsi al padre.
Dopo aver appreso numerose lezioni sulla vita e sulla caccia, i cacciatori avvistano una mandria di bisonti della steppa, riuscendo a farli scappare e cadere in un dirupo. Qui Keda viene preso di mira da un bisonte inferocito e, travolto dalla sua carica, rimane impigliato nelle sue corna e cade insieme all'animale nel burrone. Tau è disperato ma accetta la morte del figlio proseguendo nel viaggio assieme al gruppo. Ma Keda è ancora vivo, caduto su un anfratto della parete rocciosa. Non riuscendo a scendere dalla parete a causa di un piede rotto, durante una tempesta decide di lasciarsi andare e farsi inghiottire dal fiume sottostante. Miracolosamente riesce a salvarsi, si aggiusta la frattura per poi steccare la gamba e iniziare un lungo viaggio di ritorno a casa. Poco dopo la partenza viene preso di mira da un branco di lupi grigi, riuscendo a ferirne uno e ad arrampicarsi su un albero per evitare di essere mangiato.
Dopo la notte il branco di lupi se n'è andato, lasciando indietro il lupo ferito, ormai morente. Keda non ha il cuore di ucciderlo e lo prende con sé, portandolo in una grotta e prendendosene cura pian piano, mentre affina le sue tecniche di sopravvivenza. Il lupo si ristabilisce nel corso dei giorni, mentre il giovane cura la sua ferita e, una volta in grado di camminare normalmente, riprende il suo viaggio attraverso l'Europa, costantemente seguito dall'animale, che inizialmente cerca di scacciare e allontanare, ma finisce inevitabilmente per affezionarsi a lui, dormendo insieme e insegnandogli ad obbedire e a riconoscere i suoi fischi. Keda, ormai legato indissolubilmente al lupo, decide di chiamarlo Alpha.
Quando la stagione invernale avanza spietata, i due sono a corto di cibo e di forze per affrontare il tremendo viaggio nelle lande innevate, fronteggiando gli stenti dell'inverno. Braccati da un branco di iene, si rifugiano in una grotta, venendo assaliti da un macairodo, che ferisce gravemente Alpha prima che Keda riesca ad ucciderlo con un arco trovato in precedenza. Ormai allo stremo delle forze, il giovane uomo prende in braccio Alpha, trascinandosi fino al suo villaggio, dove viene accolto nello stupore e nella gioia della sua gente, in particolar modo di sua madre. Appena arrivati al sicuro, Alpha si riprende e partorisce dei cuccioli, dimostrando di essere una femmina. La sciamana del villaggio accoglie i piccoli appena nati come un dono degli antenati.
Nel finale, Keda e Alpha, ormai completamente ristabiliti, osservano l'orizzonte circondati dai cuccioli di lupo.

## Produzione
Il titolo iniziale del film era The Solutrean.
Le riprese del film, girato in IMAX 3D, sono iniziate il 22 febbraio 2016 in Canada, tra Vancouver, Drumheller e Burnaby. Successivamente si sono svolte in Islanda.
Il budget del film è stato di 51 milioni di dollari.

## Promozione
Il primo trailer del film viene diffuso il 18 luglio 2017, mentre la versione italiana il 15 marzo 2018.

## Distribuzione
La pellicola, inizialmente fissata per il 15 settembre 2017, poi al 2 marzo 2018 e successivamente al 14 settembre 2018,, è stata distribuita nelle sale cinematografiche statunitensi a partire dal 17 agosto 2018, mentre in quelle italiane dal 6 dicembre dello stesso anno.

### Divieti
Negli Stati Uniti il film è stato vietato ai minori di 13 anni non accompagnati da adulti per la presenza di "scene di pericolo".

## Accoglienza

### Incassi
Il film ha incassato 99,6 milioni di dollari in tutto il mondo.

### Critica
Sull'aggregatore Rotten Tomatoes il film riceve l'80% delle recensioni professionali positive, con un voto medio di 6,5 su 10 basato su 110 critiche.

## Casi mediatici
La produzione del film fu investigata per la morte di cinque bisonti americani delle foreste durante le riprese del film.